# Grodzisk (Sokołów)
Pour les articles homonymes, voir Grodzisk.
Grodzisk  [ˈɡrɔd͡ʑisk] est un village polonais de la gmina de Sabnie dans le powiat de Sokołów et dans la voïvodie de Mazovie, au centre-est de la Pologne.